# Alamo (New Mexico)
Alamo is een plaats (census-designated place) in de Amerikaanse staat New Mexico, en valt bestuurlijk gezien onder Socorro County.

## Demografie
Bij de volkstelling in 2000 werd het aantal inwoners vastgesteld op 1183.

## Geografie
Volgens het United States Census Bureau beslaat de plaats een oppervlakte van
102,7 km², geheel bestaande uit land.

## Plaatsen in de nabije omgeving
De onderstaande figuur toont nabijgelegen plaatsen in een straal van 72 km rond Alamo.